# مهندسی فشار قوی الکتریکی پیشرفته
مهندسی فشار قوی‌الکتریکی پیشرفته کتابی از حسین محسنی است که در سال ۱۳۷۳ منتشر و در مراسم کتاب سال جمهوری اسلامی ایران به‌عنوان کتاب برگزیده معرفی شد.